# Lepturges griseostriatus
Lepturges griseostriatus är en skalbaggsart som beskrevs av Bates 1863. Lepturges griseostriatus ingår i släktet Lepturges och familjen långhorningar. Inga underarter finns listade i Catalogue of Life.